# Леон Арсеналь
Хосе Антоніо Альваро Гаррідо, відомий під гетеронімом Леон Арсеналь(Мадрид, 1960 рік) — іспанський письменник, перекладач і редактор літературних журналів.

## Біографія
Леон Арсеналь народився в Мадриді в 1960 році. Більшу частину життя прожив у Ла-Корунья, де навчався у Вищій школі Марина-Сівіль. Дебют письменника відбувся  початку 90-х років, у 2000 році опублікував роман, дія якого відбувається в 6 столітті до нашої ери. Відтоді він продовжував публікуватися в найрізноманітніших жанрах: від історичного до есеїзму,  фантастики і трилера. Гаррідо працював редактором журналу "Galaxia", який отримав приз за найкращу публікацію фантастичних творів у 2003 році. Письменник брав участь у створенні УПД, членом якої був до лютого 2013 року.

## Бібліографія

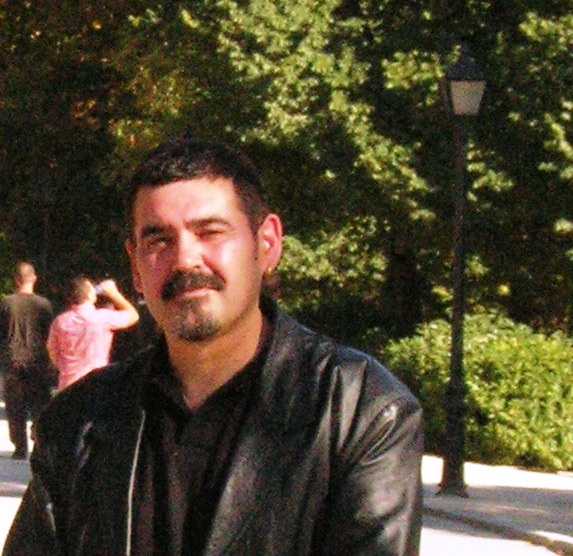
Леон Арсеналь

### Романи
- Людина зі срібла (історична). 2000 рік. ISBN 978-84-672-2035-3
- Зламані списи (історичні).[3] 2002 рік. ISBN 978-84-7702-396-8
- Вбивчі маски (фентезі).[4] 2004 рік. ISBN 978-84-450-7500-5
- Гирло Нілу (історичне).[5] 2005 рік. ISBN 978-84-350-6119-3
- Дзеркало Соломона (історичний трилер).[6] 2006 рік. ISBN 978-84-450-7582-1
- Погані роки (історичні).[7] 2007 рік. ISBN 9788435061599
- Таємні місця (історичний трилер)[8] 2009. ISBN 9788427035386
- Світло Єгипту (Історичний)[9] 2009. ISBN 9788435061940
- Останній Рим (Історичний) 2012. ISBN 978-84-350-6254-1
- Темне серце (історичний) 2014. ISBN 9788490600511
- Бальбус. Ліва рука Цезаря (історичний) 2015. ISBN 9788490604625
- Чорний прапор (історичний) 2017. ISBN 9788441437227

### Антології
- Поцілунки скорпіона. 2000 рік. ISBN 978-84-931591-1-5
- Історія іспанських таємних товариств[10] (разом з Іполіто Санчісом Альваресом де Толедо). 2006 ISBN 978-84-08-06344-5
- Куточки іспанської історії[11] (разом з Фернандо Прадо). 2008 ISBN 978-84-414-2050-2
- Готи Іспанії 2013 ISBN 978-84-414-3350-2
- Ті казкові літа 2017 ISBN 978-84-414-3759-3
- Щоночі (CyberFantasy I Magazine, 1992)
- Chromatophore (Fancibook Own Visions I, 1992)
- Термінал Whateley (Cyber Fantasy 3, 1993)
- Shadow Eyes (Own Visions II, 1993)
- Іноземний агент (CyberFantasy 4, 1994)
- Поцілунки скорпіона (Cyber Fantasy 5, 1994)
- Чорна книга (Fevre Dream Fanzine 4, 1994)
- Мертва точка (Fanzine Kebeo Kenmaro 6)
- Dark Hot (Журнал Gigamesh 8, 1998)
- Коло людей (Гігамеш 13, 1998)
- У марсіанських кузнях (Fanzine Artifex I, 1999)
- Інший (Електронний журнал Ad Astra, 1999)
- Спростування Америки[12] (журнал Solaris 5, 2000)

### Переклади
"Дивні пригоди Соломона Кейна" (компіляція пригод Соломона Кейна, опублікована іспанською мовою видавництвом Valdemar у жовтні 2009 року) ISBN 978-84-7702-655-6

### Книга підключена до мережі через QR-коди
У листопаді 2012 року він випустив "Última Roma", роман, і преса визначили як першу книгу на папері, пов'язану з Інтернетом. Це стало можливим завдяки включенню понад п'ятдесяти QR-кодів, які посилаються на записи Вікіпедії, карти, відео, есе тощо.
Автор визначив видання як досвід об'єднання книжок на папері з потоком знань та інформації, які представляє Інтернет.

### Твори
- Конан, дослідження міфу (есе; співавтор з Хосе Мігелем Пальяресом і Еухеніо Санчесом Аррате; Metropolis Milenio, 1999) ISBN 978-84-605-9502-1
- Була Матарі (співпраця в романі Хосе Мігеля Пальяреса; ред. Сулако, 2000) ISBN 978-84-95619-00-6
- Червона ніч[14] (оповідання, Gotas, 2003) ISBN 978-84-95741-29-5
- Kokapeli Editions[15] (електронна книга, 2014) ASIN B00P9XABBQ

## Нагороди
- Переможець Літерного конкурсу Середземномор'я 2017 (з Чорним прапором)[16]
- Премія «Спартак» за історичний роман 2016 (для "Бальбо. Ліва рука Цезаря)
- Премія Альгаба за біографію, автобіографію та спогади 2013 (для Godos de Hispania)[17]
- Міжнародна премія міста Сарагоси за історичний роман 2006 (для La boca del Nilo)
- Премія «Спартак» за історичний роман 2006 (для "La boca del Nile ")
- 2004 Премія «Мінотавро» (за "Вбивчі маски ")
- Нагорода журналу Galaxia за найкращий європейський науково-фантастичний журнал на EuroCon у Фінляндії, 2003 (як директор журналу)
- Премія Пабло Рідо 1997 (за En las fraguas marcianas, фантастична повість)
- Премія Пабло Рідо 1994 (за Besos de Alacrán, фантастична повість)